# Kateřina Pivoňková
Kateřina Pivoňková (* 6. května 1979 ve Vlašimi, Československo) je bývalá česká plavkyně, mistryně Evropy na trati 200 metrů znak a vicemistryně Evropy na 100 metrů znak z roku 1996.
Závodila za klub USK Praha.
V roce 1996 a 2004 reprezentovala Českou republiku na olympijských hrách.